# Isole Labirintovye
Le isole Labirintovye (in russo Острова Лабиринтовые, ostrova Labirintovye) sono arcipelago russo nel mare di Kara.
Amministrativamente fanno parte del distretto di Tajmyr del Territorio di Krasnojarsk, nel Circondario federale della Siberia.

## Geografia
Le isole sono situate nel golfo della Pjasina nel punto in cui sfocia il fiume Pjasina (река Пясина). Sono un gruppo compatto di più di 30 isole, basse, di varie dimensioni, formate da sedimenti fluviali; tra di esse ci sono molti banchi di sabbia. Tutte le isole sono paludose, con molti laghi, e coperte dalla tipica vegetazione della tundra. Si trovano a nord di capo Vchodnoj (мыса Входной), che si trova sulla terraferma, sulla penisola del Tajmyr.
Il mare che circonda le isole è, per gran parte dell'anno, coperto dal ghiaccio, con molte polynya (in russo: полынья, polyn'ja), che si formano durante l'inverno, e lastroni alla deriva d'estate. Il clima della zona è artico, con lunghi rigidi inverni e un breve periodo più caldo, che consente a malapena al ghiaccio di sciogliersi.
Nel 1993, le isole, che d'estate sono luogo di nidificazione di molti uccelli, sono state inserite nella Riserva naturale del Grande Artico.
Elenco delle isole, a partire da nord-ovest:
- Isola Fedora Popova (остров Федора Попова), a nord-ovest 74°01′51.17″N 86°33′30.72″E.
- Isola Trofima Judina (остров Трофима Юдина), a nord, tra Fedora Popova e Fedora Tobol'skogo 74°01′41.65″N 86°45′52.29″E.
- Isola Fedora Tobol'skogo (остров Федора Тобольского), lunga circa 8,5 km[4], nella parte nord-est del gruppo, vicina alla terraferma 74°01′10.36″N 86°52′17.92″E.
- Isola Bol'šoj Labirintovyj (остров Большой Лабиринтовый), a nord di Rogozinskogo 73°58′56″N 86°39′02″E, lunga circa 4,6 km[4]; ha un grande lago al centro.
- Isola Ivana Tolotoychova (остров Ивана Толотоухова), nella parte centrale 73°59′22.73″N 86°48′45.33″E; lunga circa 4,7 km[4].
- Isola Prodolgovatyj (остров Продолговатый), a sud di Ivana Tolotoychova 73°58′22″N 86°50′10″E; ha una lunghezza di circa 6,8 km[4].
- Isola Zelenyj (остров Зеленый), ad est, molto vicina alla terraferma, lunga circa 4 km[4] 73°58′54″N 87°00′57″E.
- Isola di Rogozinskogo (остров Рогозинского), l'isola maggiore, nella parte meridionale del gruppo, lunga 15 km 73°56′26″N 86°42′29″E.
- Isole Bliznecy (острова Близнецы), 2 piccole isole a sud di Prodolgovatyj 73°57′18″N 86°52′27″E.
- Isola Verchnij (остров Верхний), a sud-est del gruppo e ad est di Rogozinskogo 73°56′32″N 86°56′40″E, lunga circa 2,7 km[4].
- Isola Nižnij (остров Нижний), una lunga e stretta striscia di terra a sud di Rogozinskogo 73°54′46.65″N 86°41′40.16″E.
- Isola Čaek (остров Чаек), piccola isola a sud di Rogozinskogo, è la più a sud di tutte le isole del gruppo 73°53′31″N 86°37′08″E.
- Isola Vodnickij (остров Водницкий), discosta dal gruppo a sud-est, si trova alla foce del Pjasina 73°53′40.86″N 86°56′54.77″E. È una lunga e stretta striscia di terra.
- Isolette di Begičev o Begičevskaja kosa (Бегичевская коса), dal russo kosa "lingua di terra", costituiscono un insieme di piccole isolette disposte su linea che parte dall'isola Vodnickij e si protende verso nord-ovest 73°55′59.21″N 86°24′31.84″E.

## Isole adiacenti
- Isole Trio (острова Трио), una serie di isole disposte su una linea nord-sud, le 2 più meridionali sono lunghe circa 2 km[4], poi diventano via via più piccole 74°05′12.13″N 86°23′37.46″E.
- Isole Ptič'i (острова Птичьи), una serie di piccole isole a nord-ovest di Farvaternyj 74°07′19.41″N 86°36′08.92″E.
- Isola Farvaternyj (остров Фарватерный), si trova a nord delle Labirintovye 74°05′36.53″N 86°40′45.78″E; l'isola è lunga 5,6 km[4] e ha un'altezza massima di 16 m; ha delle scogliere sul lato ovest.
- Isole Kamennye (острова Каменные), ad ovest.
- Isole Plavnikovye (острова Плавниковые), a nord-ovest.